# 스파키
"스파키"(Spark: A Space Tail)는 캐나다에서 제작된 아론 우들리 감독의 2016년 애니메이션, 모험, 코미디 영화이다. 제이스 노먼 등이 주연으로 출연하였고 트레이스 그랜트 등이 제작에 참여하였다.

## 출연

### 주연
- 제이스 노먼
- 제시카 비엘
- 수잔 서랜든
- 패트릭 스튜어트
- 힐러리 스웽크

### 조연
- 앨런 C. 피터슨
- 롭 드리우
- 아데나 카카니스

## 기타
- 배역: 제니 루이스
- 배역: 바바라 제이. 맥카시

## 같이 보기
- 컴퓨터 애니메이션 영화 목록
- 2016년 영화